# Pierre Magnan
Pour les articles homonymes, voir Magnan.
Pierre Magnan est un écrivain français, né le 19 septembre 1922 à Manosque (Basses-Alpes) et mort le 28 avril 2012 à Voiron (Isère). Indéfectiblement attaché à cette partie de la Provence qui a aussi inspiré son maître et ami Jean Giono, il y a situé toute son œuvre.

## Biographie

### Avant-guerre
Né en septembre 1922 à Manosque, rue Chacundier, il fait de rapides études au collège de sa ville natale jusqu'à douze ans.
De treize à vingt ans, il est typographe dans une imprimerie locale. À quinze ans, « percuté pour la première fois par une émotion inconnue », il rencontre Jean Giono et participe aux rencontres du Contadour. Giono, qui lui prêtera de nombreux livres, sera le premier à qui il osera faire lire ses œuvres.

### Pendant la guerre
En novembre 1940, il démarre une liaison qui durera dix ans avec Mathilde Monnier, femme de lettres reconnue et ardente féministe, qui a choisit le pseudonyme de Thyde Monnier. Dans la logique du pacifisme propagé par Jean Giono et son entourage, il est appelé aux Chantiers de jeunesse pendant le début de l'Occupation. Jusqu'en 1942, il est ouvrier typographe, mais sa position ferme de réfractaire au service du travail obligatoire (STO), l'oblige à fuir Manosque, à se réfugier à Saint-Pierre d'Allevard en Isère, grâce à Mathilde Monnier qui en connaissait l'instituteur et y disposait d'une résidence. Il y écrit son premier roman, L'Aube insolite inspiré par les villageois et les maquisards. Sa protectrice Thyde Monnier convainc l'éditeur René Julliard de publier ce premier roman prometteur, ainsi que trois autres romans suivants.

### Après-guerre
L'Aube insolite paraît en janvier 1946, avec un succès d'estime. La critique est partagée et l'accueil du public pas franchement enthousiaste (10 000 exemplaires vendus). L'académicien et critique Robert Kemp recommanda "avec élan" ce roman, tandis que par exemple Pierre Loewel le qualifia de "roman laborieux" et indiqua avoir des sentiments sur ce roman qui "alternent entre l'irritation et l'admiration". Trois autres romans suivent sans davantage de succès.
Pour vivre, Pierre Magnan travaille alors dans une société de transports frigorifiques, où il reste vingt-sept ans, tout en continuant à écrire textes et romans qui ne sont point publiés.

### Les années du renouveau 1976-2001
En 1976 licencié pour raisons économiques à 55 ans, il profite des loisirs forcés pour changer de style d'écriture et se lancer le défi d'un roman policier, Le Sang des Atrides, qui obtient le prix du Quai des Orfèvres en 1978. À cinquante-six ans, une nouvelle carrière littéraire inattendue s'ouvre désormais devant lui. Le commissaire dans la truffière reçoit le prix du meilleur roman étranger paru en Suède en 1983. Le secret des Andrones et Le tombeau d'Hélios sont les romans qui paraissent en 1979 et 1980.
En 1984, il écrit son ouvrage le plus célèbre : La Maison assassinée qui obtient le prix RTL grand public la même année, ainsi que le Prix Mystère de la critique en 1985. Ce livre est porté à l'écran en 1988 avec, entre autres interprètes, Patrick Bruel. Les Courriers de la mort paru en 1986, La Naine en 1987, Périple d'un cachalot écrit les années suivantes à partir d'un texte source suisse, mais paru en 1993 en font désormais un écrivain prolifique.
En 1990, il évoque des pans de sa jeunesse insouciante et pacifique en publiant Pour saluer Giono, délicat portrait du maître mais aussi de l'adolescent familier, ébloui et secret qui le voyait presque chaque jour à Manosque. Le prix de la nouvelle du Rotary Club lui est décerné pour Les Secrets de Laviolette parue en 1992.
Pierre Magnan a vécu quasiment jusqu'à la fin de sa vie à Forcalquier, commune située au nord de Manosque, sa ville natale, également dans les Alpes-de-Haute-Provence. Il a habité jusqu'en 2011 un appartement placé dans un ancien pigeonnier à trois niveaux très étroits en hauteur mais offrant une vue imprenable. L'exiguïté de sa maison l'aurait obligé à sélectionner strictement jusqu'à ses livres : il y possédait selon ses dires seulement vingt-quatre ouvrages de la Pléiade. Depuis son départ, selon les chroniques et les billets d'humeur qu'il a livrés sur son site web, le pigeonnier aurait été mis en vente.

### Les années 2000
Au cours de ses dernières années, l'auteur s'est consacré à la rédaction d'un nouveau roman policier intitulé Chronique d'un château hanté, dont l'action se déroule dans la région de Manosque et Forcalquier, de la peste noire (1349-1350) à nos jours. Le livre paraît chez Denoël en avril 2008.
En mai 2010, Pierre Magnan ressuscite le commissaire Laviolette (Élégie pour Laviolette).
La plupart de ces romans (policiers et autres) sont disponibles dans la collection folio.
Il meurt le 28 avril 2012 à Voiron en Isère, où il s'était retiré depuis un peu plus d'un an. Il est inhumé au cimetière de Revest-Saint-Martin (Alpes-de-Haute-Provence).

## Œuvres

### Romans

#### SérieCommissaire Laviolette
Le personnage principal de Pierre Magnan, Modeste Laviolette, est commissaire de police dans les Alpes-de-Haute-Provence : 
- Le Sang des Atrides, Fayard, 1977 (Prix du Quai des Orfèvres 1978) ; réédition, Librairie des Champs-Élysées, coll. « Le Masque » no 1778, 1985 ; réédition, Gallimard, coll. « Folio policier » no 109, 2000 ;
- Le Commissaire dans la truffière, Fayard, 1978 (Prix du meilleur roman étranger paru en Suède 1983) ; réédition, Gallimard, coll. « Folio policier » no 22, 1998 ;
- Le Secret des andrônes, Fayard, 1979 ; réédition, Gallimard, coll. « Folio policier » no 107, 2000 ;
- Le Tombeau d'Hélios, Fayard, 1980 ; réédition, Librairie des Champs-Élysées, coll. « Le Masque » no 1804, 1985 ; réédition, Gallimard, coll. « Folio policier » no 198, 2001 ;
- Les Courriers de la mort, Denoël, 1986 ; réédition, Gallimard, coll. « Folio policier » no 79, 1999 ;
- Les Secrets de Laviolette (recueil de trois nouvelles, Le Fanal, Guernica et L'Arbre), Denoël, 1992 ; réédition, Gallimard, coll. « Folio policier » no 133, 1999 ;
- Le parme convient à Laviolette, Denoël, 2000 ; réédition, Gallimard, coll. « Folio policier » no 231, 2001 ;
- Élégie pour Laviolette, Robert Laffont, 2010,  (ISBN 2221116585) ; réédition, Gallimard, coll. « Folio policier » no 663, 2012.

#### SérieGendarme Laviolette(aïeul du commissaire)
- Les Charbonniers de la mort, Fayard, 1982 ; réédition, Gallimard, coll. « Folio policier » no 74, 1999 ;
- La Folie Forcalquier, Denoël, 1995 ; réédition, Gallimard, coll. « Folio policier » no 108, 2000.

#### SérieSéraphin Monge
- La Maison assassinée, Denoël, 1984 (prix RTL grand public, prix Mystère de la critique 1985, vendu à plus de 100 000 exemplaires) ; réédition, Gallimard, coll. « Folio policier » no 87, 1999 ;
- Le Mystère de Séraphin Monge, Denoël, 1990 ; réédition, Gallimard, coll. « Folio policier » no 88, 1999.

#### Autres romans
- L'Aube insolite, Julliard, 1945 ; réédition, Denoël, 1998  (ISBN 978-2-207-24704-4) ;
- Le Monde encerclé, Julliard, 1949 ; réédition, l'Envol, 2001 ;
- La Mer d'airain, Julliard, 1961 ;
- La Biasse de mon père, Alpes de Lumière no 81, 1983 ;
- Périple d'un cachalot, Denoël, 1993 (d'après un manuscrit de 1940, édité en Suisse 1951, réédité aux éditions Plaisir de Lire à Lausanne 1986) ;
- Un grison d'Arcadie, Denoël, 1998 ;
- L'Occitane, Denoël, 2001 ;
- L'Enfant qui tuait le temps, Hachette jeunesse, 2002 ; réédition, Gallimard, coll. « Folio » no 4030, 2004  (ISBN 978-2-070-30175-1) ;
- Laure du bout du monde, Denoël, 2006  (ISBN 978-2-070-34721-6) ;
- Chronique d'un château hanté, Denoël, 2008  (ISBN 978-2-070-39856-0) (histoire romancée du Château de Sauvan et de ses propriétaires).

### Nouvelles

#### Recueils de nouvelles de la sérieCommissaire Laviolette
- Les Secrets de Laviolette, (nouvelles : Le Fanal ; Guernica ; L'Arbre) Denoël, 1992, prix de la nouvelle du Rotary-Club

#### Nouvelle isolée de la sérieCommissaire Laviolette
- Mon ami Laviolette (Le Monde, édition du 11 janvier 1981)

### Ouvrages en tout ou en partie autobiographiques
- L'Homme rejeté, Julliard, 1977 ; réédition, Éditions l'Envol, 2001 ;
- La Naine, Denoël, 1987 ;
- L'Amant du poivre d'âne, Denoël, 1988 ;
- Apprenti: mémoires, Denoël, 2003 ; réédition, coll. « Folio » no 4215, 2005  (ISBN 2-07-030807-3) ;
- Un monstre sacré, Denoël, 2004 (où l'auteur évoque sa relation avec l'écrivaine Thyde Monnier) ;
- Pour saluer Giono, Denoël, 1990 ;
- Les Promenades de Jean Giono, (album) Chêne, 1994 ;
- Les Romans de ma Provence, (album) Denoël, 1998 ;
- Mon théâtre d'ombres, L'Envol, 2002 ;
- Ma Provence d'heureuse rencontre : Guide secret, Denoël, 2005  (ISBN 978-2070342488).

### Articles dans des revues
- Routes intérieures, Geo, n° 296, juillet 1996 p. 76-79

## Adaptations à l'écran
- Première série TV Commissaire Laviolette, 2 téléfilms, 1981 et 1982 avec Julien Guiomar dans le rôle du commissaire Laviolette :
  - Le Sang des Atrides, 1981, adaptation : Sam Itzkovitch & Michel Lebrun ; réalisation : Sam Itzkovitch ; avec Julien Guiomar et Jacques Spiesser dans le rôle du juge Chabrand.
  - Le Secret des andrônes, 1982, adaptation : Bruno Tardon ; réalisation : Sam Itzkovitch ; avec Julien Guiomar.
- La Maison assassinée, film, 1988, adaptation : Jacky Cukier & Georges Lautner ; réalisation : Georges Lautner.
- L'Aube insolite, téléfilm, 2002, adaptation : Pierre Magnan ; réalisation : Claude Grinberg.
- Seconde série TV Les Enquêtes du commissaire Laviolette, 1 téléfilm de 2X90 min et 7 téléfilms de 90 min, 2006 à 2016, adaptation : Philomène Esposito (épisode 1) puis Odile Barski (épisodes 2 à 8) ; réalisation : Philomène Esposito (épisode 1) puis Bruno Gantillon (épisodes 2 à 6 puis 8) et Véronique Langlois (épisode 7) avec Victor Lanoux dans le rôle du commissaire Laviolette :
  - Les Courriers de la mort, 2006, avec Victor Lanoux
  - Le Sang des Atrides, 2010, avec  Victor Lanoux
  - Le Tombeau d'Hélios, 2011, avec  Victor Lanoux et Féodor Atkine
  - Le Secret des andrônes, 2012, avec  Victor Lanoux
  - Le Commissaire dans la truffière, 2013, avec  Victor Lanoux
  - Le parme convient à Laviolette, 2014, avec  Victor Lanoux
  - Les Charbonniers de la mort, 2015, avec Victor Lanoux
  - Le Crime de César, 2016, avec Victor Lanoux

## Entretiens
- Pour saluer Magnan, Pierre Chavagné et Flore Naudin, Edisud, 2012

## Prix
- Prix du Quai des Orfèvres 1978 pour Le Sang des Atrides[9]
- Prix du meilleur roman étranger paru en Suède 1983 pour Le Commissaire dans la truffière
- Prix RTL grand public 1984 pour La Maison assassinée[10]
- Prix Mystère de la critique 1985 pour La Maison assassinée[11]